# Conus curassaviensis
Conus curassaviensis é uma espécie de gastrópode do gênero Conus, pertencente à família Conidae.